# Bryaninops natans
Bryaninops natans és una espècie de peix de la família dels gòbids i de l'ordre dels perciformes.

## Morfologia
Els mascles poden assolir els 2,5 cm de longitud total.

## Distribució geogràfica
Es troba des del Mar Roig fins a les Illes Cook, les Illes Ryukyu, el nord de la Gran Barrera de Corall, Guam i Kapingamarangi (Micronèsia).